# Миранда, Сирил
Сирил Миранда (фр. Cyril Miranda; род. 25 марта 1985, Ле-Сентье, Le Chenit) — французский лыжник, участник Олимпийских игр в Ванкувере. Специалист спринтерских гонок.

## Карьера
В Кубке мира Миранда дебютировал в 2006 году, в феврале 2008 года впервые попал в десятку лучших на этапе Кубка мира, в спринте. Всего на сегодняшний день имеет на своём счету 8 попаданий в десятку лучших на этапах Кубка мира, по 4 в личных и командных гонках. Лучшим достижением Миранда в общем итоговом зачёте Кубка мира является 62-е место в сезоне 2007-08.
На Олимпиаде-2010 в Ванкувере стартовал в трех дисциплинах: спринт — 16-е место, командный спринт — 7-е место и масс-старт 50 км — 38-е место.
За свою карьеру принимал участие в двух чемпионатах мира, лучший результат 5-е место в командном спринте на чемпионате-2009 в Либереце.
Использует лыжи и ботинки производства фирмы Salomon.